# Tauschia tenuifolia
Tauschia tenuifolia är en flockblommig växtart som först beskrevs av Sereno Watson, och fick sitt nu gällande namn av Mildred Esther Mathias och Lincoln Constance. Tauschia tenuifolia ingår i släktet Tauschia och familjen flockblommiga växter. Inga underarter finns listade i Catalogue of Life.